# Viale dei Giganti (romanzo)
Viale dei Giganti è un romanzo dello scrittore francese Marc Dugain pubblicato in lingua originale nel 2012 dalla casa editrice Gallimard e in italiano nel 2013 da Isbn.
Questo romanzo è ispirato alla storia vera del serial killer Edmund Kemper.

## Titolo
Il "Viale dei Giganti" che dà il titolo al libro è il soprannome dato alla strada panoramica californiana 254, percorsa spesso in auto dal protagonista del romanzo.

## Trama
Al Kenner è un adolescente alto più di due metri che vive in Montana e con un quoziente di intelligenza superiore a quello di Albert Einstein. Cresciuto in una famiglia disfunzionale, con una madre alcolizzata che lo maltratta e un padre sottomesso che a un certo punto lascia moglie e figli per stabilirsi in California, Al viene mandato a vivere dai nonni paterni vicino alla Sierra Nevada.
Il 22 novembre 1963, colpito da un inspiegabile raptus, Al uccide entrambi i nonni a fucilate, ma essendo ancora minorenne evita il carcere e finisce in un ospedale psichiatrico. Dopo cinque anni Al viene giudicato totalmente recuperato e in grado di reinserirsi nella società. La sua fedina penale è di nuovo immacolata e Al si stabilisce in California, nella contea di Santa Cruz, dove ora vive la madre. Quest'ultima odia il figlio, ma per legge è obbligata a ospitarlo in casa sua. A questo punto Al vive di espedienti, cambia continuamente impiego, viaggia molto in auto dando passaggi ad autostoppiste e passa le serate a bere alcool da solo presso alcuni bar, dove finisce per fare amicizia con alcuni poliziotti.
Al si fidanza con una ragazza di nome Wendy e ne conosce il padre, il commissario di polizia Duigan. Al si lega molto con questo uomo, che diventa per lui quasi come un nuovo padre. Forte della sua esperienza nell'ospedale psichiatrico, Al comincia a collaborare con Duigan per delineare il profilo psicologico di un serial killer che uccide giovani donne in California. Quando l'omicida viene catturato grazie alle intuizioni di Al, Duigan decide di provare a farlo entrare in polizia.
Al però continua a sentire delle strane voci nella sua testa e, in seguito a una nuova lite con sua madre, la uccide, la decapita e abusa del suo corpo. Fuggito in Oregon con un'auto rubata, Al chiama Duigan dal telefono di una stazione di servizio e denuncia il suo crimine, chiedendo a Duigan di raggiungerlo. Il commissario si reca alla stazione di servizio e Al gli chiede di accompagnarlo in auto in un bosco lì vicino, dove si trovano i corpi di sei autostoppiste che Al aveva assassinato nei mesi precedenti. A questo punto, Al si costituisce.

## Edizioni
Marc Dugain, Viale dei Giganti, traduzione di Chiara Manfrinato, Isbn, 2013,  p. 317, ISBN 978-88-7638-463-9.